# Die himmlische Vergeltung
Die himmlische Vergeltung ist ein orientalisches Märchen aus den Geschichten aus Tausendundeiner Nacht. In der Arabian Nights Encyclopedia wird es als ANE 172 gelistet.
Die Kurzgeschichte erzählt, wie das Schicksal die Gerechtigkeit wiederherstellt.

## Handlung
Man erzählt, dass ein Prophet bei einer Wasserquelle lebte, als eines Tages ein Reiter kam, um von dem Wasser zu trinken,  der vom Pferd abstieg, einen Beutel, der ihm um den Hals hing, ablegte, sich ausruhte und Wasser trank. Der Reiter ging dann wieder, ließ jedoch einen Geldbeutel unter einem Baum liegen. Bald danach kam ein anderer Mann, um zu trinken, fand den Beutel und nahm ihn mit. Dann kam ein Holzfäller, um ebenfalls zu trinken, als der Reiter wiederkam und ihn fragte, wo der Beutel hin sei. Der Holzfäller erwiderte, dass er ihn nicht habe, doch der Reiter glaubte ihm nicht und tötete ihn mit dem Schwert, fand jedoch den Beutel bei seiner Leiche nicht. Der Prophet sah all dies und fragte Gott, wie diese Ungerechtigkeit sein könne. Da offenbarte Gott ihm, dass Ordnung und Gerechtigkeit wiederhergestellt sei: »Der Vater des Reiters hat einst dem Vater des Diebes tausend Dinare geraubt, so habe ich dem Mann wieder das Geld seines Vaters verschafft; der Holzhauer aber hat den Vater des Reiters umgebracht, darum ließ ich diesen den Tod seines Vaters rächen.« Da rief der Prophet: »Es gibt keinen Gott außer dir, gepriesen sei dein Name, du allein kennst alles Verborgene!«

## Hintergrund

### Textquellen
Die Geschichte findet sich in den ägyptischen Manuskripten und den frühen arabischen Druckausgaben von Tausendundeine Nacht, mit Ausnahme der Breslauer Edition.

### Rezeption
Die Erzählung findet sich ebenso in Ahmad ibn Arabschahs Prinzensspiegel (Fâkihat al-khulafâ') aus dem 15. Jahrhundert.

## Ausgaben
- Gustav Weil: Tausend und eine Nacht – Arabische Erzählungen, Karl Müller Verlag, Erlangen 1984 (Erstausgabe 1839), Band 4, S. 99f.
- Enno Littmann: Die Erzählungen aus den tausendundein Nächten, Insel Verlag, Frankfurt 1968, Band 3, S. 326–328.